# Vesa Taanila
Vesa Taanila (* 1982) je finský reprezentant v orientačním běhu. Za jeho největší úspěch lze považovat 9. místo z ME v bulharském Primorsku z roku 2010 a 14. místo na Jukole v roce 2003. V současnosti běhá za finský klub Ikaalisten Nouseva-Voima.